# Tom Cleverley
Thomas William "Tom" Cleverley, född 12 augusti 1989, är en engelsk fotbollstränare och före detta spelare som spelade som mittfältare. Cleverley är sedan juni 2025 tränare för Plymouth Argyle i League One.

## Klubbkarriär
Den 31 mars 2017 meddelade Watford att Cleverley skrivit på ett femårskontrakt med klubben med start från den 1 juli. Den 20 oktober 2020 förlängde Cleverley sitt kontrakt i klubben fram till juni 2023. Inför säsongen 2022/2023 blev han utsedd till lagkapten i Watford av tränaren Rob Edwards. Den 1 juli 2023 meddelade Cleverley att han avslutade sin fotbollskarriär.

## Landslagskarriär
Cleverley blev uttagen i Englands U20-landslag för första gången den 12 mars 2009. Dock så skadade han sig vilket betydde att han var tvungen att lämna laget och ersattes av Leeds United mittfältaren Adam Clayton. Han gjorde slutligen sin debut i U20-landslaget i 5–0 vinsten över Montenegro den 11 augusti 2009 på The Hawthorns, där han missade en straff, fast gjorde två mål. Han gjorde sin debut i Englands U21-landslag när han byttes in för Junior Stanislas i 2–1 bortavinsten mot Makedonien den 4 september 2009.
I augusti 2011 blev uttagen i Englands A-landslag av Fabio Capello till träningslandskampen mot Nederländerna. Dock så spelades aldrig matchen, då Englands fotbollsförbund valt att matchen inte skulle spelas på grund av kravallerna i London. Han blev återigen uttagen i A-landslaget, denna gång i EM 2012-kvalmatcherna mot Bulgarien och Wales som spelas senare samma månad.

## Tränarkarriär
Efter att Valérien Ismaël blivit avskedad den 9 mars 2024 blev Cleverley utsedd till interimtränare i Watford. Den 24 april 2024 blev han anställd som permanent huvudtränare i klubben.

## Meriter

### Klubb
Leicester City
- League One (1): 2008/2009[14]

Manchester United
- FA Community Shield (2): 2011, 2013
- Premier League (1): 2012–13

### Individuella
- Watford Player of the Season (1): 2009/2010[15]